# I'm Still Livin'
I'm Still Livin' è il decimo album in studio del rapper statunitense Z-Ro, pubblicato nel 2006.

## Tracce
1. City Streets – 5:27
2. Continue 2 Roll (featuring Tanya Herron) – 3:33
3. True Hero Under God – 3:44
4. One Deep – 4:22
5. M16 (featuring P.O.P. & Trae) – 4:32
6. Remember Me (featuring Bun B & P.O.P.) – 4:12
7. Keep On – 3:49
8. What's Goin' On? – 3:38
9. Let the Truth Be Told (featuring Lil' KeKe) – 3:48
10. Man Cry – 4:30
11. No More Pain – 3:24
12. I'm Still Livin' (featuring Trae & Big Hawk) – 3:57
13. Homey, Lover, Friend – 3:56
14. Love Ain't Live – 4:05
15. Battlefield (featuring Tanya Herron) – 4:20